# Vagrant Records
La Vagrant Records è un'etichetta discografica indipendente statunitense, fondata nel 1996 da Rich Egan (manager dei Face to Face) e Jon Cohen, specializzata nel punk rock (soprattutto nell'emo e nel post-hardcore) ma anche nell'indie rock. Negli ultimi tempi l'etichetta ha raggiunto una discreta notorietà, ottenendo diversi dischi d'oro e premi. Nel 2001 la Interscope Records (etichetta di proprietà della major Universal Music Group) acquisì una partecipazione di minoranza della Vagrant, salvo poi cederla nel 2006.

## Storia
La prima band che ha stipulato un accordo con la Vagrant Records sono stati i Boxer con il suo album The Hurt Process pubblicato il 5 maggio 1998.
Nel 1999 l'etichetta siglò un accordo con la band proveniente da Kansas City The Get Up Kids, che pubblicò il suo secondo album con la nuova casa Something to Write Home About nel settembre dello stesso anno. Questo disco è noto universalmente come il primo vero successo commerciale della Vagrant; grazie ad esso la l'etichetta si impose come casa discografica emergente nel settore dell'emo siglando altri importanti accordi con band come Alkaline Trio, Saves the Day, e Dashboard Confessional. Il video di quest'ultimo gruppo per il brano Screaming Infidelities diede anche uno dei primi riconoscimenti per la band e la Vagrant ottenendo un premio agli Mtv awards.
L'etichetta siglò anche un accordo per la pubblicazione degli album da solista del cantante dei The Replacements Paul Westerberg, permettendo alla Vagrant di farsi notare anche al di fuori della scena punk rock ed emo. Ad esso seguì un accordo anche con gli Eels e la pubblicazione del disco Blinking Lights and Other Revelations.
Nel 2005 venne acquisita l'etichetta indipendente di New York Startime International, con la quale vennero pubblicati i lavori dei The French Kicks e dei The Futureheads. Contemporaneamente furono conclusi accordi con altre band come The Hold Steady e The Lemonheads.
Nel 2006 la Vagrant fondò un'etichetta - satellite, la Poquito Records, e pubblicò l'album If You Ever See an Owl della band The Terrible Twos', side-project di Matt Pryor dei Get Up Kids.
Anche nel 2007 fu fondata un'altra etichetta, la Density Records, e nell'ottobre dello stesso anno venne annunciato l'accordo con la band Murder by Death.
Dal 2009 il catologo viene distribuito in Europa dalla Rude Records.

## Artisti
- Alexisonfire
- The A-Sides
- The Bled
- City And Colour
- The Comas
- A Cursive Memory
- Dashboard Confessional
- Dr. Manhattan
- Eels
- Emanuel
- French Kicks
- The Hold Steady
- The Lemonheads
- Moneen
- Murder by Death
- Paul Westerberg
- Protest the Hero
- Reggie and the Full Effect
- Saves the Day
- School Boy Humor
- Senses Fail
- Thrice
- Warship

## Artisti passati
- Alkaline Trio
- The Anniversary
- Audio Learning Center
- Automatic 7
- Biology
- Boxer
- Down to Earth Approach
- Face to Face
- From Autumn to Ashes
- The Futureheads
- The Get Up Kids
- Gotohells
- Hey Mercedes
- The Hippos
- Hot Rod Circuit
- Koufax
- The New Amsterdams
- No Motiv
- Rocket From the Crypt
- Viva Death